# Hymenodictyon floribundum
Hymenodictyon floribundum là một loài thực vật có hoa trong họ Thiến thảo. Loài này được (Hochst. & Steud.) B.L.Rob. mô tả khoa học đầu tiên năm 1910.